# Hypotacha boursini
Hypotacha boursini là một loài bướm đêm trong họ Erebidae.